# Зедергольм, Карл Альбертович
Карл Альбертович Зедергольм (швед. Karl Sederholm; 25 мая (5 июня) 1789, Шведская Финляндия — 15 (27) июля 1867, Российская империя) — лютеранский пастор в Москве; доктор философии; писатель, поэт и переводчик. Отец получивших известность иеромонаха Оптиной пустыни Климента и генерала Альберта Карловича Зедергольма.

## Биография
Сын помещика, уроженец Финляндии, родился 25 мая 1789 года[по какому календарю?]. Начальное образование получил у матери, затем был отдан в гимназию в Борго, выйдя из которой поступил в Абовский университет. По окончании университета он, по настоянию отца, вернулся домой и занялся хозяйством. Однако вскоре Зедергольм отправился в Выборг, где определился при гимназии и, познакомившись с молодыми учеными, предался научным занятиям.
В 1811 году он переехал на юг России и жил сначала в Таврической губернии, потом на Дону и в Харькове, где напечатал «Собрание священных песней», на немецком языке (1816) и «Kleiner Katechismus» (1818).
С 1819 года поселился в Москве, где долгое время был лютеранским пастором. Живя с молодых лет в России, Зедергольм полюбил её язык и литературу, основательно изучил славяно-русский язык и перевёл на немецкий язык «Слово о полку Игореве» («Das Lied vom Heereszuge Igors» (M., 1825). Общался с Хомяковым, Киреевским, Голубинским.
Умер 15 (27) июля 1867 года в Нефедьево, в Тульской губернии.

## Рекомендуемая литература
- РГБ. Ф. 107 Зедергольм, Карл Альбертович (1789—1867)